# Ophiomorus persicus
Espèce
Synonymes
- Hemipodion persicum Steindachner, 1867

Statut de conservation UICN

 LC  : Préoccupation mineure
Ophiomorus persicus est une espèce de sauriens de la famille des Scincidae.

## Répartition
Cette espèce est endémique des monts Zagros en Iran.

## Étymologie
Cette espèce est nommée en référence au lieu de sa découverte : la Perse.

## Publication originale
- Steindachner, 1867 : Herpetologische Notizen. Sitzungsberichten der Kaiserlichen Akademie der Wissenschaften in Wien, vol. 55, p. 265-273 (texte intégral).